# Acqualagna
Acqualagna település Olaszországban, Marche régióban, Pesaro és Urbino megyében. Lakosainak száma 4151 fő (2023. január 1.). Acqualagna Cagli, Urbania, Urbino, Piobbico és Fermignano községekkel határos.

## Népesség
A település népessége az elmúlt években az alábbi módon változott:
| Lakosok száma | 4449 | 4412 | 4151 |
|               | 2017 | 2018 | 2023 |